# Steve Irwin (navire)
Le MV Steve Irwin est un navire appartenant à la Sea Shepherd Conservation Society (SSCS). Il fut construit en 1975 pour le Scottish Fisheries Protection Agency comme patrouilleur sous le nom de FPV Westra.
Après son acquisition par la SSCS en 2005, l'association le rebaptisa MV Robert Hunter, en hommage au cofondateur de Greenpeace, Bob Hunter, mort en mai 2005.
Le 5 décembre 2007, le navire est renommé MV Steve Irwin en hommage à l'Australien Steve Irwin.
Le MV Steve Irwin est engagé par la SSCS dans des campagnes de lutte contre la chasse à la baleine dans les eaux de l'Antarctique même s'il ne possède pas une coque certifiée glace. Le programme Whale Wars de Discovery Channel est filmé à bord.
Le Steve Irwin est équipé d'une plateforme pour un hélicoptère (actuellement Hughes MD 500) ainsi qu'un hangar pour ranger cet hélicoptère et le protéger des canons à eau (souvent utilisés pas les Japonais lors de confrontations violentes pour éloigner les protecteurs des baleines).

Le numéro présent sur la coque fait référence à l'année de création de la SSCS : 1977

Le 3 décembre 2018, Sea Shepherd annonce la retraite du Steve Irwin.